# Petr Svoboda (kurátor)
Petr Svoboda (* 21. května 1956) je český umělecký kurátor, galerista a kunsthistorik.

## Život
Absolvoval Střední průmyslovou školu keramickou v Karlových Varech a poté jedenáct let pracoval v porcelánce ve Staré Roli. V roce 1985 se stal odborným kurátorem v Galerii umění Karlovy Vary a v roce 1990 byl jmenován ředitelem Okresní galerie výtvarného umění v Mostě. V roce 1991 tuto galerii delimitoval a převedl pod ministerstvo kultury; současně pro ni vyhledal a administrativně i technicky zajistil nové, vysoce reprezentativní prostory v přestěhovaném děkanském chrámu Nanebevzetí Panny Marie. V následujících letech zde vybudoval unikátní výstavní prostor spojující modernost s geniem loci pozdně gotického kostela.
Během dalších desítek let (v roce 2001 byla Státní galerie výtvarného umění v Mostě, podobně jako jiné státní galerie, převedena v souvislosti s územně-správní reformou pod správu kraje) zde uspořádal desítky často objevných výstav, přičemž k mnoha z nich vytvořil i průvodní katalogy. Díky dlouhodobě důsledně prosazované umělecké koncepci a systematické publikační a osvětové aktivitě získala mostecká galerie pod vedením Petra Svobody renomé nejen mezi odbornou a laickou veřejností v České republice, ale prostřednictvím intenzivní spolupráce se zahraničními a mezinárodními odbornými institucemi a umělci i v Německu, Francii, Belgii či Finsku.
V květnu 2017 byl Petr Svoboda odvolán z funkce v rámci tzv. „ústecké kulturní čistky“, během níž Rada Ústeckého kraje ovládaná KSČM a ČSSD odvolala bez jakéhokoli relevantního zdůvodnění pět ředitelů tamních galerií a muzeí. Dnem 1. ledna 2019 pak samostatná mostecká galerie zanikla formou sloučení s tamním regionálním muzeem. Případ vyvolal silnou negativní odezvu v kulturních i politických kruzích v Čechách i v zahraničí.
Dne 30. května 2018 udělil tehdejší ministr kultury ČR Petru Svobodovi medaili Artis Bohemiae Amicis, a to za jeho dlouholetou nepřetržitou systematickou kurátorskou, osvětovou a publikační činnost, za vybudování a více než pětadvacetileté řízení významné umělecké galerie a za šíření dobrého jména české kultury v zahraničí.
Od roku 2011 je pravidelným spolupracovníkem a stálým kurátorem čáslavského spolku Třiatřicet. Od roku 2022 spolupracuje pravidelně s Regionálním muzeem v Teplicích.